# Linz 2009 – Kulturhauptstadt Europas

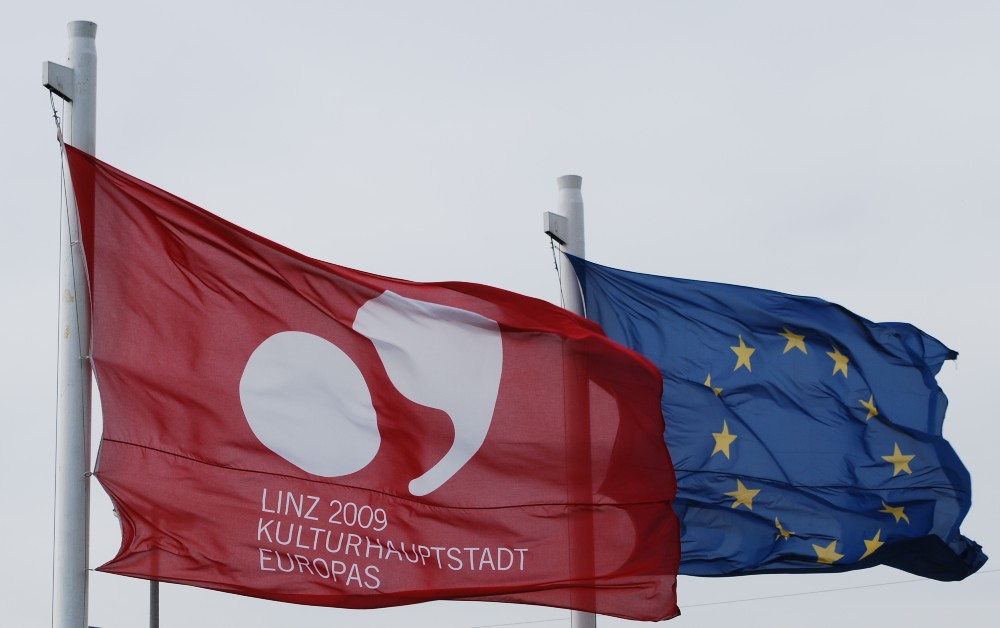
Logo auf einer Fahne am nördlichen Ende der Nibelungenbrücke

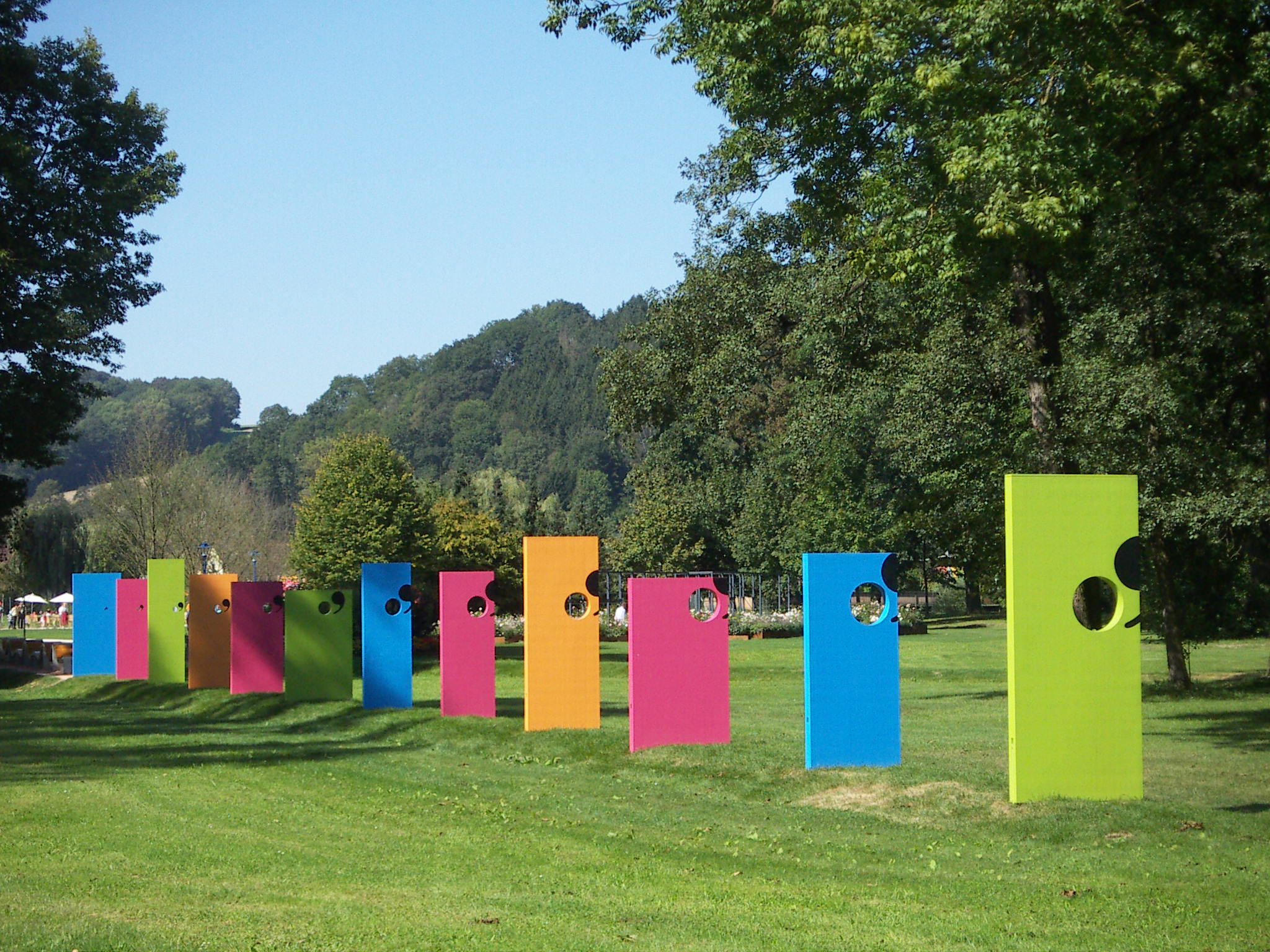
Linz ., in der BOTANICA 2009 in Bad Schallerbach

Linz09 ist der gängige Sprachgebrauch für das Projekt Linz 2009 – Kulturhauptstadt Europas. Die oberösterreichische Landeshauptstadt Linz an der Donau war im Jahr 2009 – ebenso wie Vilnius in Litauen – europäische Kulturhauptstadt. Die Stadt Linz richtete aus diesem Anlass mehr als 220 kulturelle Projekte aus, wofür ein Budget von 68,7 Mio. € bereitgestellt wurde.
Linz gilt in Österreich und Europa unter anderem als bedeutende Industriestadt. Doch hat die Stadt in den letzten Jahrzehnten stark an Lebensqualität gewonnen, die Umweltverschmutzung teilweise reduziert und sich – mehr als andere österreichische Großstädte – auf moderne Kunst spezialisiert. So wurde u. a. zu Jahresbeginn 2009 der Neubau des Ars Electronica Center (AEC) an der Nibelungenbrücke eröffnet, das als interaktives Museum der Zukunft konzipiert ist.

## Investitionen und Trägerorganisation
Organisatorischer Träger von Linz09 war die von 2005 bis 2010 existierende Linz 2009 – Kulturhauptstadt Europas OrganisationsGmbH (Kurzform: Linz 2009 GmbH). Sie war ein 100 %-Tochterunternehmen der Stadt Linz und hatte zwei Geschäftsführer,
Martin Heller (künstlerisch) und Walter Putschögl (kaufmännisch). Vorsitzende des Kuratoriums waren der oberösterreichische Landeshauptmann Josef Pühringer von der ÖVP und Bürgermeister Franz Dobusch von der SPÖ, Vertreter der Republik war Bundesminister a. D. Werner Fasslabend (ÖVP).
Die Beschlüsse für Bauprojekte und kulturelle Investitionen anlässlich des Kulturhauptstadtjahres wurden vom Land und der Stadt seit 2006 getroffen. Die Aufgaben der Linz 2009 GmbH umfassten Budgetgebahrung, die Programmplanung und -abwicklung, die Koordination mit den Veranstaltern und anderen Gebietskörperschaften, die touristische Infrastruktur und den Versuch einer nachhaltigen Weiterentwicklung nach 2010.

## Kontrast zwischen Industrie und Kunst
Linz war lange vor allem als Industriestandort bekannt. Seit den 1970er-Jahren hat sich in der Stadt im Kontrast eine lokale Kulturszene etabliert, die sich teilweise mit Linz09 auch überregional präsentieren wollte. Stadteigene Institutionen dieser Kulturszene sind das AEC und der Bau des Lentos-Museums mit jährlich etwa 150.000 Besuchern. Die Gebäude prägen das Donaugelände bei der Nibelungenbrücke. An der Donaulände liegt auch das Brucknerhaus (1974). Im Zuge dieser kulturellen Impulse wurden auch die Oberösterreichischen Landesmuseen erneuert, die Landesgalerie erweitert und im nahen Rathausviertel das Stadtmuseum Nordico 2008 neu gestaltet.
Als Kulturhauptstadt betonte Linz den Zusammenhang von Industrie, Kultur und Natur. Als Industriestadt mit technologisch-wirtschaftlich ausgerichteten neuen Hochschulen will sie die Kultur in denselben Rang heben und in Reminiszenz an die verringerte Luftverschmutzung die Koexistenz von Produktionszentren mit einer ökologisch orientierten Lebensqualität ermöglichen. Dieses Ziel verfolgt Linz bereits seit einigen Jahrzehnten und verdankt der Konkurrenz bzw. der Wechselwirkung von Wirtschaft, Kultur und Natur zahlreiche städtebauliche Veränderungen.
Das Logo von Linz09 war Ergebnis eines um 2006 abgehaltenen Wettbewerbs und ermöglichte das spielerische Einbetten der typografischen Formen Punkt und Komma – stellvertretend für die Zahlen 0 und 9 (für 2009) – in diverse Bildmotive.

## Kulturprogramm
Im Programm verband sich die Neue Kunst mit der Stadtgeschichte und der Zukunft, mit lokalen und europäischen Themen.

### Eröffnung
An den Eröffnungsfeierlichkeiten im Donaupark vom 31. Dezember 2008 bis 4. Jänner 2009 nahmen etwa 205.000 Besucher teil. Zu Mitternacht des 31. Dezember wurde als Festmusik die an den englischen Komponisten Orlando Gough in Auftrag gegebene Raketensinfonie uraufgeführt. Sie ist ein orchestriertes Chorwerk und wurde mit 300 Sängern für das Silvester-Feuerwerk inszeniert.

### Nachhaltigkeit und Stadtteil-Kultur
Der Begriff der Nachhaltigkeit spielte in der Debatte um das Kulturhauptstadtprojekt eine wichtige Rolle. Die teilweise heftige #Kritik an Linz09 basierte in hohem Maße darauf, dass regionale Medien sowie Kunst- und Kulturschaffende der Linz09-GmbH mangelnde Achtung auf langfristige, nachhaltige Projekte vorwarfen. Die Linz09-Intendanz und die lokale Politik betonten im Gegenzug, darauf besonderen Wert zu legen und beriefen sich dabei u. a. auf Kooperationen mit Wien (Architekturzentrum) und den Landesausstellungen sowie auf das Programm, das nicht nur durch Gastspiele auswärtiger Künstler geprägt, sondern ebenso durch Kunst von Linzer Künstlern, auch im Austausch mit internationalen Akteuren, geprägt war. Als besonders nachhaltiges Projekt wurde während des Jahres 2009 das auch international vielbeachtete Vorhaben „Hörstadt“ von Peter Androsch genannt. Ziel von „Hörstadt“ war es, die akustische Umwelt einer Stadt bewusster zu machen, u. a. mit einer Kampagne gegen Zwangsbeschallung im öffentlichen Raum und in Einkaufszentren sowie den öffentlichkeitswirksamen Ruhepolen im Linzer Zentrum. Im Zuge des Projektes wurde vom Gemeinderat die Linzer Charta beschlossen, in der sich die Stadt Linz selbst verpflichtet, das Thema Akustik in allen politischen Entscheidungen, vor allem bei Bauprojekten, zu beachten. Wichtigste Säule des Projektes war das akustische Museum „Akustikon“. Nur sechs Monate nach Beendigung des Kulturhauptstadtjahres wurde dem Projekt aber von politischer Seite die Unterstützung entzogen und das „Akustikon“ aufgelöst.
Jeden Monat fanden in einem Kulturhauptstadtteil des Monats spezielle Aktivitäten statt.

### Aufarbeitung des Nationalsozialismus

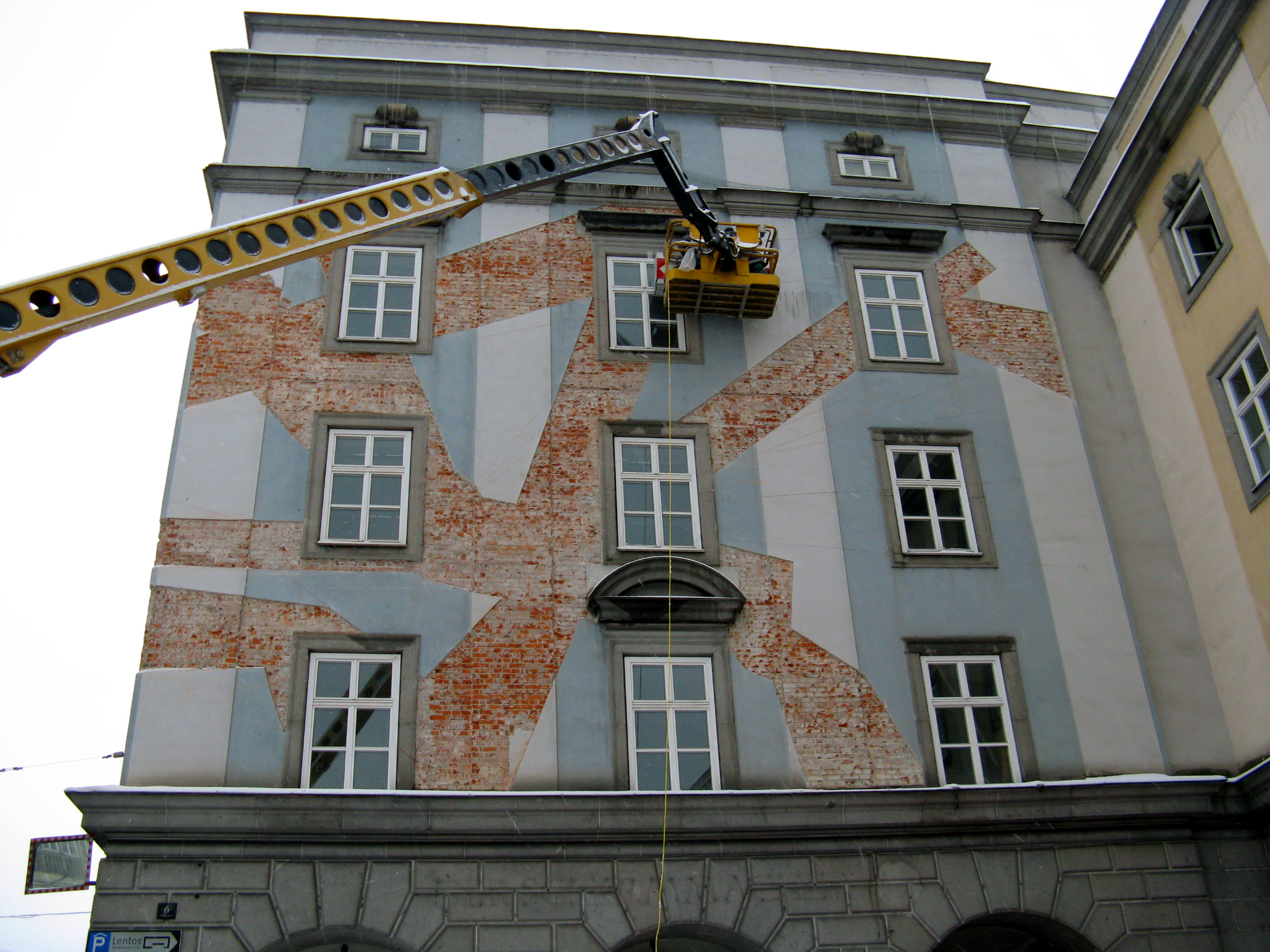
Installation UNTER UNS von Hito Steyerl

Die Vergangenheit als „Hitlers Lieblingsstadt“, der Linz seine Wirtschaftskraft und Großindustrie verdankt, war bereits ab Herbst 2008 Thema einer Sonderausstellung im Linzer Schlossmuseum. Hitler plante, Linz zu einer Weltstadt an der Donau umzubauen. Relikte dieser Pläne sind die Brückenkopfgebäude, in denen nunmehr die Kunstuniversität untergebracht ist (bis April 2008 auch das Finanzamt), sowie die Nibelungenbrücke. Zudem wurde der Plan gefasst, im Sonderauftrag Linz ein Kunstmuseum mit bedeutenden Kunstwerken aus ganz Europa zu errichten.
Schwerpunkt der Ausstellung war die Kunst im Nationalsozialismus und die Umbaupläne für Linz.
Unter dem Thema „Kulturhauptstadt des Führers – Kunst und Nationalsozialismus in Linz und Oberösterreich“ wurden Dokumente, Fotos, alte Filme, Gemälde, Modelle und Pläne gezeigt. Manche Besucher kritisierten, dass Hitlers Pläne für eine Linzer Monumentalarchitektur auf „uns Nachgeborene“ zu positiv wirken. Gestaltet wurde die Ausstellung von der Historikerin Birgit Kirchmayr; zur Auseinandersetzung lädt u. a. die Tatsache ein, dass Hitler plante, das Schloss (das Ausstellungsort ist) in einen Alterssitz in Form eines deutschen Gutshofes umzubauen.
Die ersten Räume zeigten die Stilisierung von Linz zur „Heimatstadt des Führers“, die Erwartungen seiner Bewohner und den kulturpolitisch-zeitgeschichtlichen Hintergrund. Thematisiert wird auch der Jubel beim Anschluss 1938 und Hitlers Verherrlichung von Adalbert Stifter und Anton Bruckner, die bis heute negativ nachwirken. Als Gegenthema fungierte das KZ Mauthausen und Hitlers Begeisterung für einen jüdischen Sänger des Lohengrin. Auch wenn die meisten Pläne unrealisiert blieben, zeigt sich die Nazi-Stadtarchitektur doch an der Nibelungenbrücke und einigen Wohnsiedlungen.
Provokant wirkte die Vitrine mit Devotionalien und ein Gästebuch mit Hitlers Eintragung. Behandelt wurde auch seine Beschaffungsaktion für die Gemälde seines Führermuseums – ob legal, jüdische Enteignung oder befohlener Kunstraub, es stehen Schicksale dahinter.

## Kritik
Sowohl die künstlerische als auch die kommunikative Ausrichtung und Vorgehensweise von Linz09 war teilweise heftiger Kritik ausgesetzt. Vor allem seitens lokaler und regionaler Kunst- und Kulturschaffender wurde das Vorgehen der Linz09-GmbH angegriffen. Die vor allem medial, teilweise auch aktionistisch formulierte Kritik widersprach diametral der Kommunikation der Linz09-GmbH und ließ sich in folgende Punkte zusammenfassen:
- die als fehlend empfundene Einbindung lokaler und regionaler Künstler und Kulturinitiativen durch Linz09[7][8]
- die Kuration kurzfristig spektakulärer Projekte statt nachhaltiger Kulturentwicklung[9]
- eine teilweise als neoliberal und herrschaftlich empfundene Kommunikation gegenüber lokalen Kunstschaffenden und Projektpartnern[10][11]

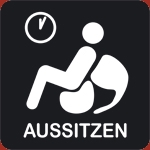
Logo des Linz09-kritischen Projekts „aussitzen“ der Linzer Kulturinitiative KAPU, das ein Atelier für Linzer Künstler, die sich dem Kulturhauptstadtprojekt verweigerten, schuf.

Die Kritik führte unter anderem zum Ausstieg namhafter lokaler Kulturinitiativen (etwa das regionale Theater Phönix unter Intendant Harald Gebhartl) aus dem Kulturhauptstadtprogramm. Linzer Künstler gründeten als Kritikforum die Initiative LinzNullNein, Studierende der Linzer Kunstuniversität übten mittels Instrumenten der Street Art ihre Kritik, die Kulturinitiative KAPU schuf ein einjähriges Atelierprogramm, das Linzer Künstlern ein Arbeiten abseits des Kulturhauptstadtprojektes ermöglichen sollte.
Mehrere namhafte Linzer Kunst- und Kulturschaffende gaben kritische Interviews in deutschsprachigen Tages- und Wochenzeitungen, zahlreiche Linzer Kunst- und Kulturinitiativen verfassten gemeinsam unter anderem die Linz09-kritische Stellungnahme „Maschine brennt“, die breite mediale Resonanz fand. Mediale Kritik wurde auch in österreichischen Tageszeitungen laut. Vor allem die Kommentatoren von Oberösterreichische Nachrichten und von Der Standard kritisierten den Umgang der künstlerischen Leitung von Linz09 mit regionalen Künstlern, bilanzierten aber das Kulturhauptstadtjahr letztendlich positiv. Zusätzlich schrieben diverse kunstaffine Medien aus Linz und Umgebung gegen Linz09 an, im Laufe des Kulturhauptstadtjahres vernetzten sich diese auch zur lokalen Medieninitiative Freie-medien.at mit dem Ziel, die Kritik am Verlauf des Kulturhauptstadtprojektes zentral zu bündeln.

## Bilanz

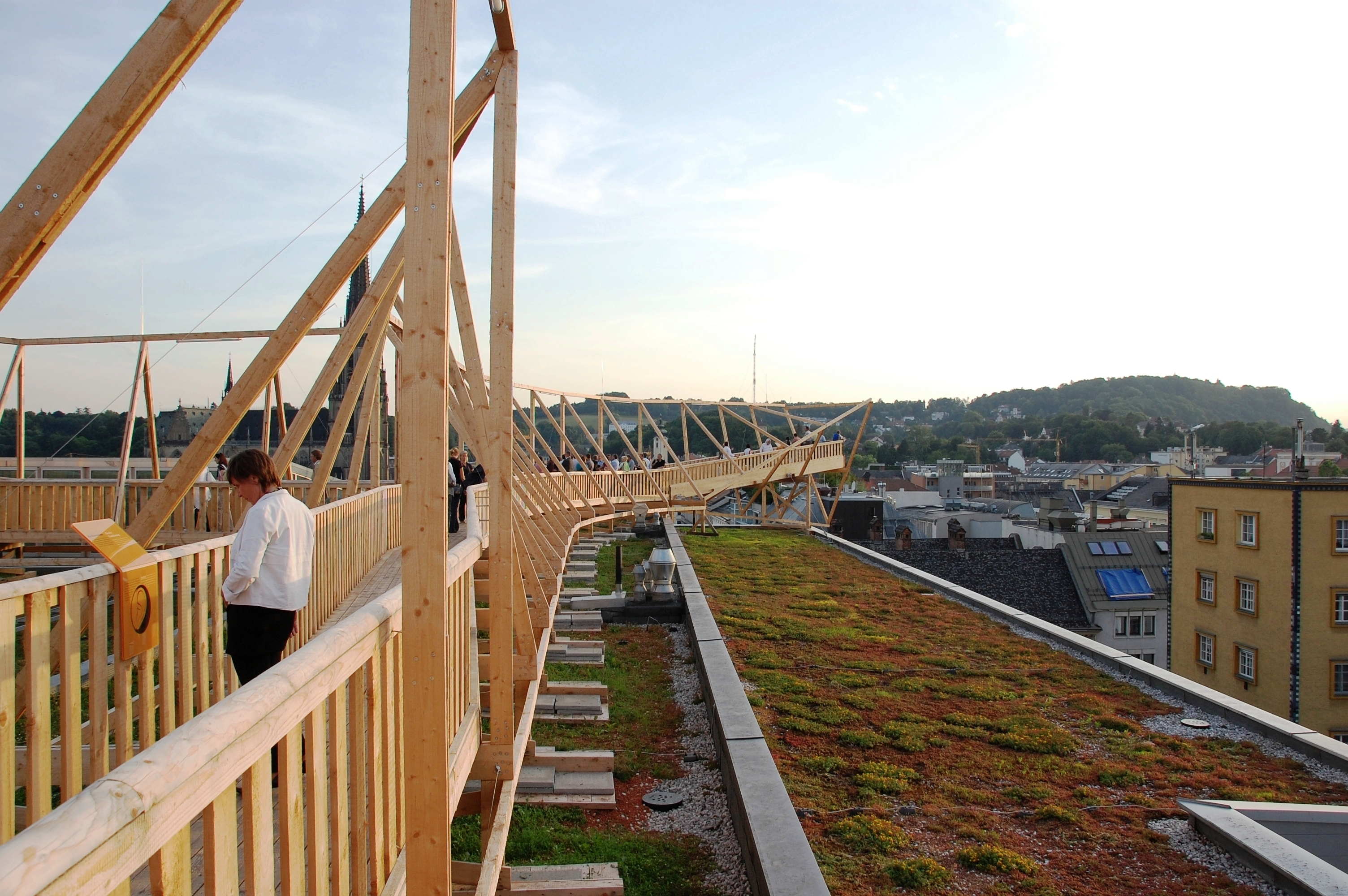
Höhenrausch, eines der spektakulärsten und meistbesuchten Projekte von Linz09, in dessen Rahmen den Besuchern Kunst über den Dächern von Linz präsentiert wurde

Die Bilanz fällt sehr widersprüchlich aus. Die Stadt Linz und die Vertreter von Linz09 sprechen von einem außergewöhnlichen Erfolg und berufen sich dabei auch auf wirtschaftliche Faktoren und die von der Linz09-GmbH publizierten Zahlen: 3,4 Mio. Besucher bei Linz09-Veranstaltungen, 9,5 Prozent Zuwachs an Nächtigungen im Kulturhauptstadtjahr sowie 20.000 Beiträge in insgesamt 2600 internationalen und nationalen Medien.
Etliche Kunstschaffende aus Linz gestehen dem Kulturhauptstadtjahr hingegen nur geringe positive Auswirkungen zu und kritisieren das als kurzfristiges Spektakel empfundene Programm und den Umgang mit lokalen Künstlern (siehe Kritik).
Seitens hochrangiger Linz09-Mitarbeiter aus dem Team der Intendanz wie Peter Androsch und Uli Fuchs wird nach dem Ablauf des Kulturhauptstadtjahres auch Kritik an der Linzer Lokalpolitik geübt: diese verfüge über einen eingeschränkten und sehr ortsbezogenen Blick auf Kunst und Kultur, eine positive Entwicklung der lokalen (Kultur-)Politik sei gescheitert; auch die Freie Linzer Szene verweigere sich einer Entwicklung jenseits des Lokalen. Der stellvertretende Kulturhauptstadt-Intendant Uli Fuchs diagnostiziert ein Jahr nach dem Kulturhauptstadtjahr „einen Rückfall in die Provinzialität“ sowie mangelnde internationale Orientierung sowohl bei Politikern als auch Kunstschaffenden.
Zwei Projekte, die das Kulturhauptstadtjahr erfolgreich überdauerten, sind der im Rahmen von Linz09 gegründete Kepler Salon sowie die Hörstadt. Der "Linzer Höhenrausch" soll im Mai 2021 für ein letztes Mal unter dem Titel „Wie im Paradies“ öffnen, 2022 kann die Dachfläche auf dem jetzt der Aussichtsturm steht laut künstlerischem Leiter Martin Sturm nicht mehr bespielt werden. Bestehen bleibt der 2014 von der Voestalpine errichtete "open space" beim OK Centrum für Gegenwartskunst.

## Publikationen
- Linz09: LINZ BUCH: Linz 2009 – Kulturhauptstadt Europas, Linz 2007.
- Linz09: PROGRAMMBUCH 1/3: Linz 2009 – Kulturhauptstadt Europas, Linz 2007.
- Linz09: PROGRAMMBUCH 2/3: Linz 2009 – Kulturhauptstadt Europas, Linz 2008.
- Linz09: PROGRAMMBUCH 3/3: Linz 2009 – Kulturhauptstadt Europas, Linz 2008, ISBN 978-3-211-89215-2.
- Linz09: DIE BILDER: Linz 2009 – Kulturhauptstadt Europas, Linz 2009. Das Erinnerungsbuch an das Kulturhauptstadtjahr, ISBN 978-3-200-01678-1.